# Osamu Dazai
Osamu Dazai (japanska: 太宰治 egentligen, Tsushima Shūji 津島修治) född 19 juni 1909 i Tsugaru, död 13 juni 1948 i Tokyo (självmord), var en japansk författare.
Dazai debuterade 1933 med en novellsamling. Han blev känd för att omskriva andra författares verk, bland annat japanska folksagor. 
Efter flera misslyckade försök att ta sitt liv lyckades han till slut begå självmord 1948 tillsammans med sin älskarinna, Tomie Yamazaki (山崎富栄) i en kanal i Mitaka.

## Biografi
Osamu Dazai växte upp i Kanagi, i prefekturen Tsugaru.  Hans far var politiker och satt i både underhuset och överhuset; familjen tillhörde den jordägande överklassen. 
Osamu växte upp som ett av de yngsta barnen av 10 syskon. Hans mors många graviditeter gjorde henne svag, vilket ledde till att Osamu och hans syskon uppfostrades av sin moster samt en barnflicka. Osamu kände att han inte fick en lycklig barndom och han upplevde sig som avvikande i sin familj. Efter att han tagit studenten studerade han fransk litteratur på Tokyos universitet men utan att ta examen. 
1938 gifte sig Osamu med Michiko Ishihara och de levde tillsammans i Kofu. Efter sitt giftermål började han producera mer litterära verk. Det följande året flyttade han till Mitaka, där han fick sin första dotter. 
1944 skrev Osamu sin roman Tsugaru och för att samla material och inspiration till boken reste han runt i Tsugaru regionen. Hans första son, Masaki, föddes även samma år. 
1945 evakuerade Osamu sin familj till Kofu, där hans hustrus familj bodde, för att få skydd från amerikanska flyganfall under andra världskriget. Han själv bodde i en tillbyggnad bredvid hans egna föräldrars hus. Där tillkom 22 av hans litterära verk. Satoko, hans andra dotter, föddes 1947. Hon är en erkänd författare under författarnamnet Yūko Tsushima.
Osamu levde ett självförbrännande liv, där han bland annat använde droger samt försökte ta sitt liv många gånger. Vid ett av dessa försök hade han ingått en självmordspakt med en ung kvinna, som dog.  Efter att han lidit flera år av tuberkulos men haft en framgångsrik karriär lyckades han slutligen att ta sitt liv. Denna gång skedde det också i en självmordspakt med en kvinna, där båda avled genom att dränka sig själva i floden Tamagawa. 

## Inte längre människa (2008)
Inte längre människa är Osamu Dazais mest kända verk och rankas som näst bästsäljande roman i Japan. Det är även en av de få av hans verk som är översatt till svenska. Romanen är ett bra exempel på den japanska genren shishosetsu, vilket är en slags fiktiv biografi. Boken ifrågasätter mänskliga ideal samt samhällets uppbyggnad.
Romanen börjar med huvudpersonen Yozo, som sedan ung varit tillbakadragen och inte släppt in någon nära sig. Han håller sitt avstånd från människor genom att spela pajas och få andra att skratta, men inombords så äcklas han av sin fasad som han upprätthåller. 
Genom en elev som han träffar på en konstskola kommer Yozo i kontakt med alkohol och prostituerade. Han fastnar i ett destruktiv beteende gällande droger, alkohol och självmordstankar. Han träffar sedan en kvinna med liknande destruktivt beteende, som bedrar honom flertal gånger.
Paret har båda självmordstankar och de bestämmer sig att ta sina liv tillsammans. Yozo överlever, däremot överlevde inte kvinnan och Yoso som bara sjunker sig djupare i hans alkohol- och drogmissbruk har en stor längtan till döden. Hans missbruk och mentala ohälsa uppslukar honom totalt och till slut känner han ingen sorg eller glädje, han är inte längre människa.